# Майорга (Португалия)
Майорга (порт. Maiorga) — район (фрегезия) в Португалии, входит в округ Лейрия. Является составной частью муниципалитета Алкобаса. По старому административному делению входил в провинцию Эштремадура. Входит в экономико-статистический субрегион Оэште, который входит в Центральный регион. Население составляет 1965 человек на 2001 год. Занимает площадь 10,33 км².
Покровителем района считается Святой Лоренсо (порт. São Lourenço).